# Vittiger schnusei
Vittiger schnusei är en tvåvingeart som beskrevs av Kertesz 1909. Vittiger schnusei ingår i släktet Vittiger och familjen vapenflugor. Inga underarter finns listade i Catalogue of Life.